# Puchar Zdobywców Pucharów (1986/1987)
XXVII Puchar Europy Zdobywców Pucharów 1986/1987

(ang. European Cup Winners’ Cup)

## 1/16 finału
| VfB Stuttgart – Spartak Trnawa 1:0 i 0:0 1 17.09 1986 1:0 Allgöwer 88k 2 01.10 1986 |
| Rapid Wiedeń – Club Brugge 4:3 i 3:3 1 17.09 1986 0:1 Rosenthal 36, 1:1 Kienast 44, 2:1 Brauneder 46, 3:1 Willfurth 47, 4:1 Kienast 56, 4:2 Ceulemans 61, 4:3 F.van der Elst 71 2 01.10 1986 0:1 Brylle 41, 1:1 Kranjčar 53, 1:2 Rosenthal 54, 2:2 Weinhoffer 57, 3:2 Halilović 81, 3:3 Brylle 88 |
| AS Roma – Real Saragossa 2:0 i 0:2 (dog), karne 3:4 1 17.09 1986 1:0 Di Carlo 23, 2:0 Gerolin 57 2 01.10 1986 0:1 Señor 44k, 0:2 Señor 46k |
| SL Benfica – Lillestrøm SK 2:0 i 2:1 1 17.09 1986 1:0 Manniche 21, 2:0 Chiquinho 54 2 01.10 1986 0:1 Sundby 2, 1:1 Dito 25, 2:1 Bjerkeland 76s |
| 17 Nëntori – FC Dinamo Bukareszt 1:0 i 2:1 1 17.09 1986 1:0 Kola 86 2 01.10 1986 1:0 Minga 2, 1:1 Camataru 81, 2:1 Josa 89 |
| Aberdeen F.C. – FC Sion 2:1 i 0:3 1 17.09 1986 0:1 Debonnaire 40, 1:1 Bett 73k, 2:1 Wright 81 2 01.10 1986 0:1 Leighton 5s, 0:2 Bouderbala 29, 0:3 Brigger 88 |
| Waterford United – Girondins Bordeaux 1:2 i 0:4 1 17.09 1986 0:1 Girard 33, 0:2 Vercruysse 61, 1:2 Synnott 89 (mecz w Dublinie) 2 30.09 1986 0:1 Zo.Vujović 77, 0:2 Zl.Vujović 84, 0:3 Reinders 85, 0:4 Vercruysse 89                                                                             |
| Malmö FF – Apollon Limassol 6:0 i 1:2 1 17.09 1986 1:0 Elia 5s, 2:0 Larsson 16, 3:0 Nilsson 27, 4:0 Larsson 30, 5:0 Larsson 54, 6:0 Palmer 85 2 01.10 1986 1:0 Lindman 13, 1:1 Christodoulou 42, 1:2 Christodoulou 45                                                                             |
| Bursaspor – AFC Ajax 0:2 i 0:5 1 17.09 1986 0:1 Bosman 73, 0:2 van Basten 86 2 01.10 1986 0:1 Bosman 17, 0:2 Bosman 21, 0:3 van Basten 24, 0:4 Bosman 34, 0:5 Bosman 89 |
| Zurrieq FC – Wrexham 0:3 i 0:4 1 17.09 1986 0:1 Massey 14, 0:2 Charles 57, 0:3 Conroy 65 2 01.10 1986 0:1 Massey 10k, 0:2 Steel 36, 0:3 Massey 40, 0:4 Home 87 |
| FC Haka – Torpedo Moskwa 2:2 i 1:3 1 17.09 1986 0:1 Kobzew 22, 1:1 Paatalainen 38, 1:2 N.Sawiczew 65, 2:2 Tornvall 82 2 01.10 1986 0:1 J.Sawiczew 21, 0:2 Krugłow 38, 0:3 Gostenin 67, 1:3 Prigoda 70s                                                                                            |
| Olympiakos SFP – Union Luxembourg 3:0 i 3:0 1 17.09 1986 1:0 Anastopoulos 1, 2:0 Anastopoulos 47, 3:0 Tojas 55 2 01.10 1986 1:0 Papachristou 53, 2:0 Zeielidis 84, 3:0 Anastopoulos 89 |
| Knattspyrnufélagið Fram – GKS Katowice 0:3 i 0:1 1 16.09 1986 0:1 Koniarek 24, 0:2 Koniarek 65, 0:3 Kubisztal 84 2 02.10 1986 0:1 Koniarek 82 |
| Boldklubben 1903 – Witosza Sofia 1:0 i 0:2 1 16.09 1986 1:0 Mathiasen 50 2 01.10 1986 0:1 Iskrenow 75, Sirakow 85 |
| Glentoran F.C. – Lokomotive Lipsk 1:1 i 0:2 1 17.09 1986 1:0 Cleary 43, 1:1 Lindner 66 2 01.10 1986 0:1 Bredow 36, 0:2 Richter 90 |
| Vasas SC – Velež Mostar 2:2 i 2:3 1 17.09 1986 1:0 Bodnar 12, 1:1 Tuce 22, 1:2 Škocajić 60, 2:2 Szabadi 70 2 01.10 1986 0:1 Jurić 55, 0:2 Jurić 72, 0:3 Tuce 76, 1:3 Csorba 80, 2:3 Gudelj 90s |

## 1/8 finału
| Torpedo Moskwa – VfB Stuttgart 2:0 i 5:3 1 22.10 1986 1:0 N.Sawiczew 31, 2:0 J.Sawiczew 72 2 05.11 1986 1:0 N.Sawiczew 11, 2:0 J.Sawiczew 13, 2:1 Klinsmann 17, 3:1 Płotnikow 28, 3:2 Pasić 31, 4:2 J.Sawiczew 37, 4:3 Sigurvinsson 55, 5:3 N.Sawiczew 89 |
| GKS Katowice – FC Sion 2:2 i 0:3 1 22.10 1986 1:0 Koniarek 10, 2:0 Koniarek 12, 2:1 Brigger 74, 2:2 Ciña 78 (mecz w Chorzowie) 2 05.11 1986 0:1 Brégy 57k, 0:2 Ciña 58, 0:3 Brigger 82 Podczas drugiego meczu rozegranego w Sionie bardzo niebezpiecznej kontuzji doznał bramkarz GKS Katowice Mirosław Dreszer, który musiał opuścić boisko – konieczna okazała się później operacja śledziony. Sprawcą był napastnik FC Sion Dominique Ciña |
| Rapid Wiedeń – Lokomotive Lipsk 1:1 i 1:2 (dog) 1 22.10 1986 0:1 Lindner 38, 1:1 Kranjcar 60 2 05.11 1986 1:0 Kienast 67, 1:1 Richter 71, 1:2 Leitzke 118 |
| Real Saragossa – Wrexham 0:0 i 2:2 (dog) 1 22.10 1986 2 05.11 1986 1:0 Yañez 97, 1:1 Massey 102, 2:1 Yañez 104, 2:2 Buxton 107 |
| Witosza Sofia – Velež Mostar 2:0 i 3:4 1 22.10 1986 1:0 Jordanow 54, Sirakow 68 2 05.11 1986 1:0 Iskrenow 42, 1:1 Tuce 44, 2:1 Sirakow 66, 3:1 Sirakow 71, 3:2 Tuce 84, 3:3 Gudelj 86, 3:4 Hatijević 88 |
| SL Benfica – Girondins Bordeaux 1:1 i 0:1 1 22.10 1986 0:1 Zo. Vujović 18, 1:1 Rui Aguas 31 2 05.11 1986 0:1 Vercruysse 43 |
| 17 Nëntori – Malmö FF 0:3 i 0:0 1 22.10 1986 0:1 Magnusson 47, 0:2 Larsson 60, 0:3 Persson 83 2 05.11 1986 |
| AFC Ajax – Olympiakos SFP 4:0 i 1:1 1 22.10 1986 1:0 Bosman 6, 2:0 Rijkaard 44, 3:0 van Basten 52, 4:0 Mühren 83 2 05.11 1986 0:1 Kapuranis 58, 1:1 Wouters 90 |

## 1/4 finału
| Real Saragossa – Witosza Sofia 2:0 i 2:0 1 04.03 1987 1:0 Roberto 55, 2:0 Garcia Cortez 77 2 18.03 1987 1:0 Mejias 33, 2:0 Roberto 82                                                       |
| Malmö FF – AFC Ajax 1:0 i 1:3 1 04.03 1987 1:0 Persson 43 2 18.03 1987 0:1 van Basten 23, 0:2 Winter 61, 0:3 van Basten 72, 1:3 Lindman 81                                                  |
| Girondins Bordeaux – Torpedo Moskwa 1:0 i 2:3 1 04.03 1987 1:0 Fargeon 57 2 18.03 1987 1:0 Toure 39k, 1:1 Agaszkow 49k, 2:1 Toure 60, 2:2 Agaszkow 71k, 2:3 Szirinbekow 62 (mecz w Tbilisi) |
| Lokomotive Lipsk – FC Sion 2:0 i 0:0 1 04.03 1987 1:0 Marschall 87, 2:0 Richter 90 2 18.03 1987                                                                                             |

## 1/2 finału
| Girondins Bordeaux – Lokomotive Lipsk 0:1 i 1:0 (dog), karne 5:6 1 08.04 1987 0:1 Bredow 64 2 22.04 1987 1:0 Zl.Vujović 3                                                                         |
| Real Saragossa – AFC Ajax 2:3 i 0:3 1 08.04 1987 1:0 Rubén Sosa 13, 1:1 Witschge 16, 1:2 Bosman 47, 1:3 Bosman 55, 2:3 Seńor 71 2 22.04 1987 0:1 van’t Schip 17, 0:2 Witschge 72, 0:3 Rijkaard 90 |

## Finał
| 13 maja 1987 Ateny Olympiako Stadio (35 000) AFC Ajax – Lokomotive Lipsk 1:0 (1:0) Sędzia: Luigi Agnolin (Włochy) Bramki: 1:0 Marco van Basten 21 Amsterdamsche Football Club Ajax (trener Johan Cruyff): Stanley Menzo – Sonny Silooy, Frank Verlaat, Peter Boeve, Jan Wouters, Aron Winter, Frank Rijkaard, Arnold Mühren (kapitan, 83 Arnold Scholten), John van’t Schip, Marco van Basten, Robert Witschge (66 Dennis Bergkamp) 1. Fußballclub Lokomotive Leipzig (trener Hans-Ulrich Thomale): René Müller (kapitan) – Frank Baum, Ronald Kreer, Matthias Lindner, Uwe Zötzsche, Heiko Scholz, Uwe Bredow, Frank Edmond (54 Hans-Jörg Leitzke), Matthias Liebers (76 Dieter Kühn), Hans Richter, Olaf Marschall |